# Drevviken
För andra betydelser, se Drevviken (olika betydelser).
Drevviken är en insjö i södra Stockholms län belägen på centrala Södertörn. Sjön är den största i Tyresåns sjösystem och har en total yta om 5,4 km².

## Geografi
Sjön Drevviken delas idag mellan kommunerna Huddinge, Haninge, Tyresö och Stockholm.
Tillrinning till sjön sker från Magelungen via Forsån, Flaten, Lycksjön, Dammträsk, Lissmasjön, och Kvarnsjön. Avrinning sker till Långsjön via Gudö å, och avrinningen fortsätter sedan via Tyresö-Flaten och Albysjön samt Follbrinkströmmen ner i Kalvfjärden i Östersjön.

## Namn och historia
Ursprungligen betecknade namnet endast den södra viken i sjön, utifrån vilken vedskeppning till Stockholms stad företogs från de rika Hanvedenskogarna. Själva sjöns namn löd då troligen Vendeln alternativt Vendelsjö. Sedermera kom dock viken från vilken veden kom att få ge namn åt hela sjön.
Drevviken stod en gång i direktkontakt med havet, och än idag kan mindre sjöfarkoster manövrera sig genom Gudö å via ett antal mindre sjöar till Kalvfjärden och Östersjön.

### Ångslupstrafik på sjön

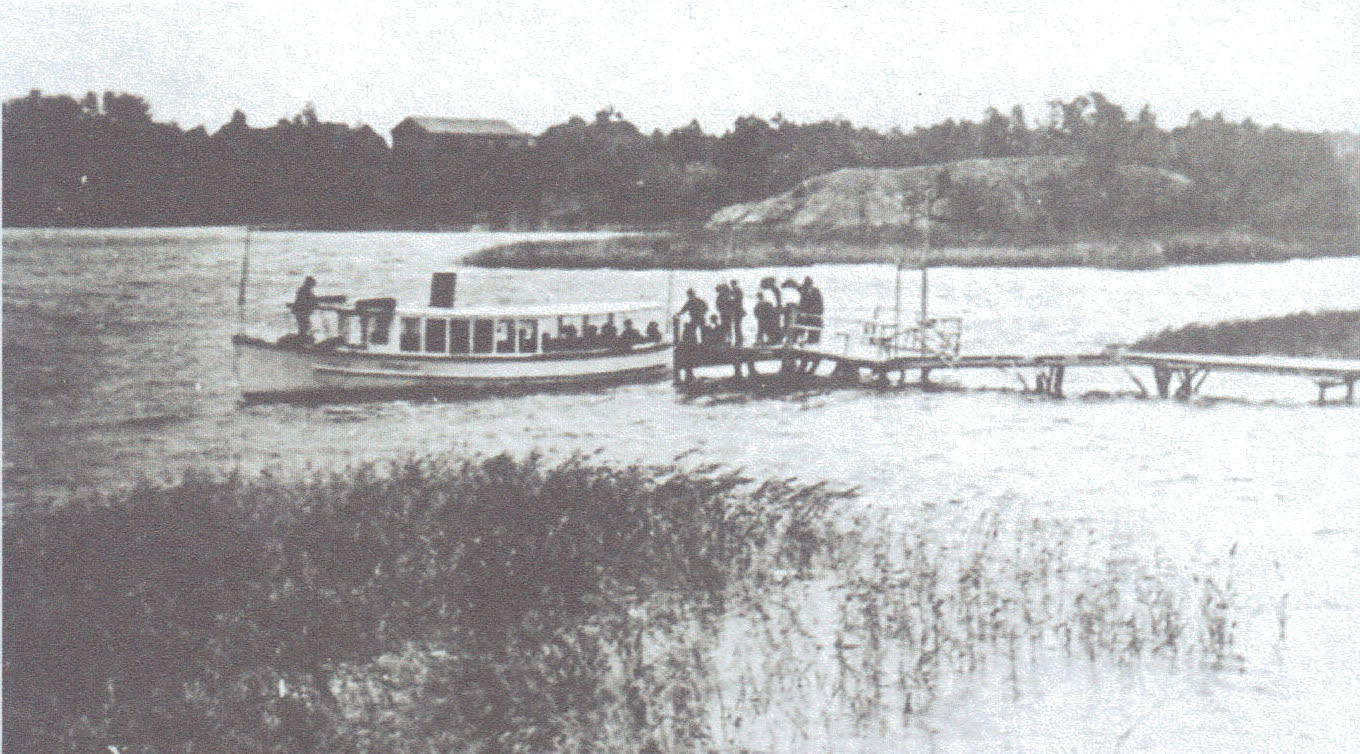
Ångslupen Drefviken I vid Dalens brygga i Vendelsö.

Från 1862 finns en målning som föreställer de två segelsluparna John och Emmerston. De byggdes i slutet av 1800-talet om till ångslupar och började gå i reguljär gods- och passagerartrafik. 1909, ett år efter Vendelsö började bebyggas köptes så först en mindre öppen ångslup, senare döpt till Drefviken II och ett år senare en större med glasade sidor och tak som var 14 meter lång och rymde 40 passagerare som fick namnet Drefviken I. 1914 köptes så ytterligare en båt som fick namnet Kumla. 10 april 1915 ansöktes om registrering av Trafik AB Drefviken.
År 1924 såldes båtarna till järnvägsbolaget som drev trafik på Nynäsbanan. Järnvägsbolaget drev sedan båttrafiken till och med 1938. 1932 gjorde båtarna sju tur och returresor på vardagar och på söndagar fem. Från Vendelsö till västra sidan och järnvägsstationen Drevviken i Länna tog resan 15 minuter.

## Drevvikens naturreservat
I maj 2014 inrättades Drevvikens naturreservat som omfattar tre delar längs sjöns västra sida och omfattar totalt 145 hektar, därav 50 hektar land. Marken ägs av kommunen och omfattar delar av fastigheterna Sjöängen, Mörtvik och Östra Skogås. Sedan tidigare ingår stora delar av sjön i Trångsundsskogens naturreservat (bildat 2006) och Flatens naturreservat (bildat 2007).

## Intressanta byggnader vid sjön
I alfabetisk ordning:
- Gebers konvalescenthem byggd 1935-1936 efter ritningar av Karl Güettler.
- Hökarängens gård är omnämnd redan 1672.
- Kumla herrgård, bevarad huvudbyggnad från 1700-talet.
- Länna gästgivaregård där ett värdshus bedrevs sedan 1630-talet.
- Orhems gård med rötter i 1600-talet.
- Stora Sköndals gård med rötter i 1600-talet.
- Sköndalsbro, tidigare torp under Stora Sköndal.
- Skönstavik, tidigare torp under Stora Sköndal.
- Stortorp, tidigare gods och numera vårdhem.
- Trångsunds gård, från 1700-talets mitt.
- Vendelsö gård, från 1600-talet, bara södra flygeln är bevarad.
- Östra Täckeråker, gård från 1400-talet, längst i söder i Haninge kommun.

## Sjöns kemi
Fosforhalterna var mycket höga i början av 1970-talet. Orsaken var ett reningsverk med dålig reningsgrad vid sjön Trehörningen, som står i förbindelse med Drevviken via Ågestasjön och Magelungen. När avloppsvattnet överfördes till Stockholms avloppsnät minskade halterna kraftigt. Minskningen har därefter gått långsammare, under de senaste 20 åren har både fosfor- och kvävehalterna ungefär halverats. Mängden planktonalger har minskat och vattnet har blivit klarare med de senaste åren upp till 3 meter siktdjup.
Metallhalterna, PAH- och PCB-halterna i sedimenten är i allmänhet låga till måttliga. Halterna av metaller och organiska föroreningar är höga i den norra bassängens västra del där trafikdagvattnet från Nynäsvägen kommer ut i Drevviken.

## Delavrinningsområde
Drevviken ingår i delavrinningsområde (656918-163408) som SMHI kallar för Utloppet av Drevviken. Medelhöjden är 35 meter över havet och ytan är 35,72 kvadratkilometer. Räknas de 18 avrinningsområdena uppströms in blir den ackumulerade arean 209,05 kvadratkilometer. Avrinningsområdets utflöde Tyresån (Kålbrinksströmmen) mynnar i havet. Avrinningsområdet består mestadels av skog (15 procent). Avrinningsområdet har 5,87 kvadratkilometer vattenytor vilket ger det en sjöprocent på 11,9. Bebyggelsen i området täcker en yta av 35,23 kvadratkilometer eller 71 procent av avrinningsområdet.

## Slaget vid Jutskåran
Slaget vid Jutskåran kallas en sammandrabbning mellan danska trupper och lokala bönder som enligt traditionen ägt rum under Kalmarunionens tid vid södra Drevviken i Österhaninge socken, troligen 1518. Enligt en arkeologisk undersökning år 2017 var drabbningen förmodligen inte mer än en skärmytsling än ett stort slag. Området direkt väster om Östra Täckeråker kallas fortfarande Jutskåran eller Jutskären och betecknas i Fornminnesregistret som ”plats med tradition”, fornminne Österhaninge 76:1.  Förleden "jute" betyder dansk och efterleden "skåran" syftar till den förkastningsbranten och en mindre ravin som vattendraget mellan Dammträsk och Drevviken (idag benämnt Kvarntorpsån) åstadkommit.

## Bilder

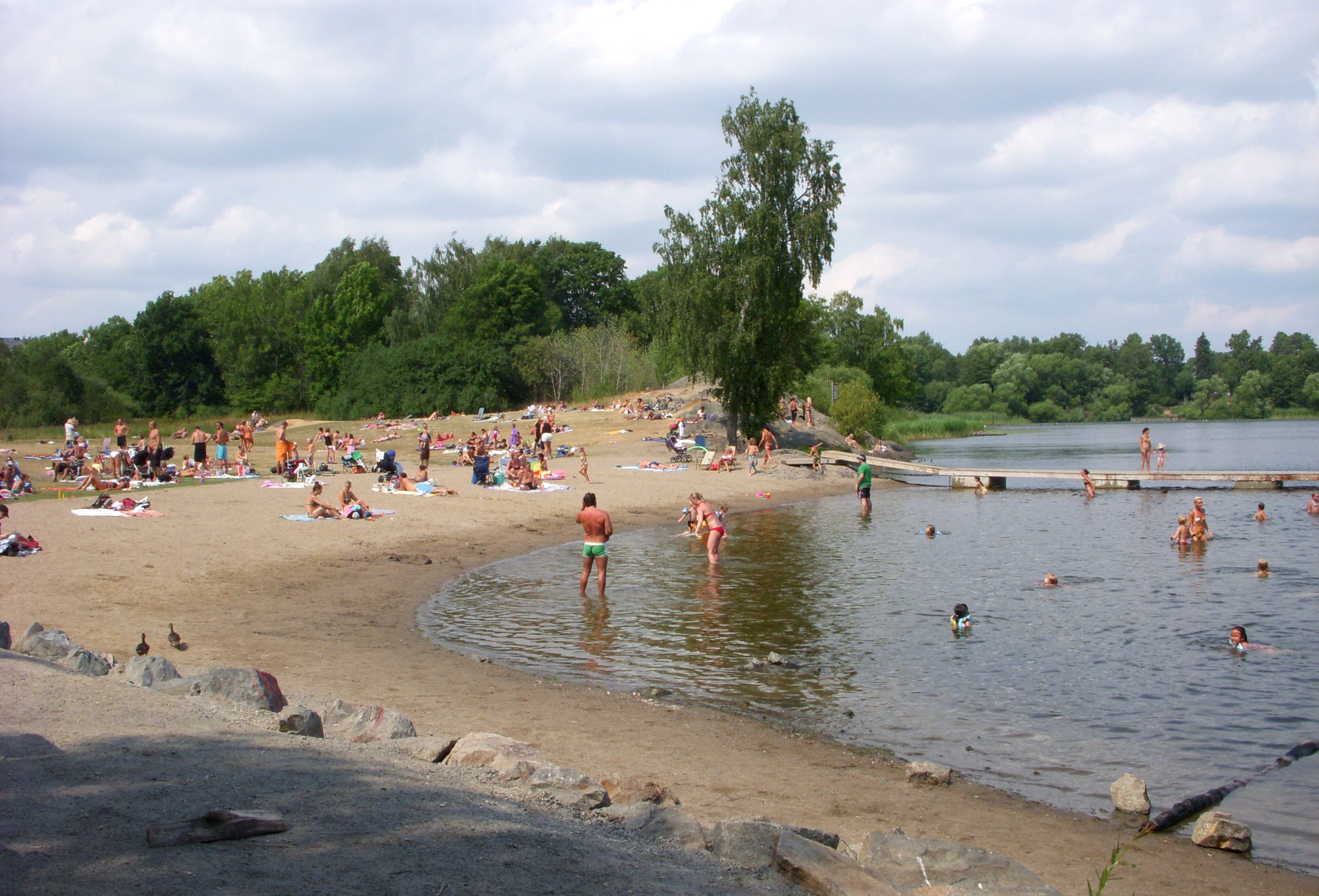
Hökarängsbadet vid sjöns norra del.
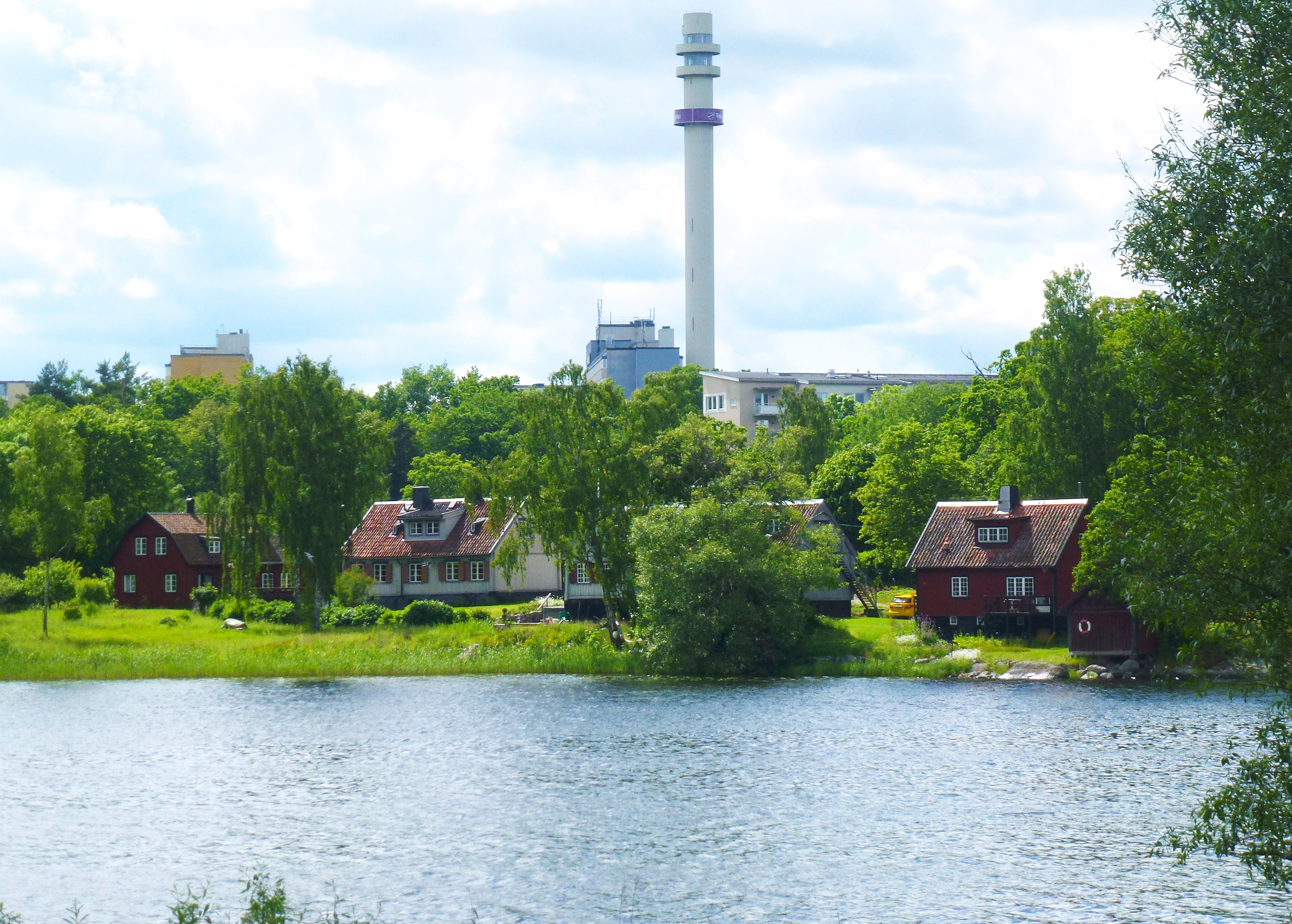
Hökarängens gård med Drevviken.
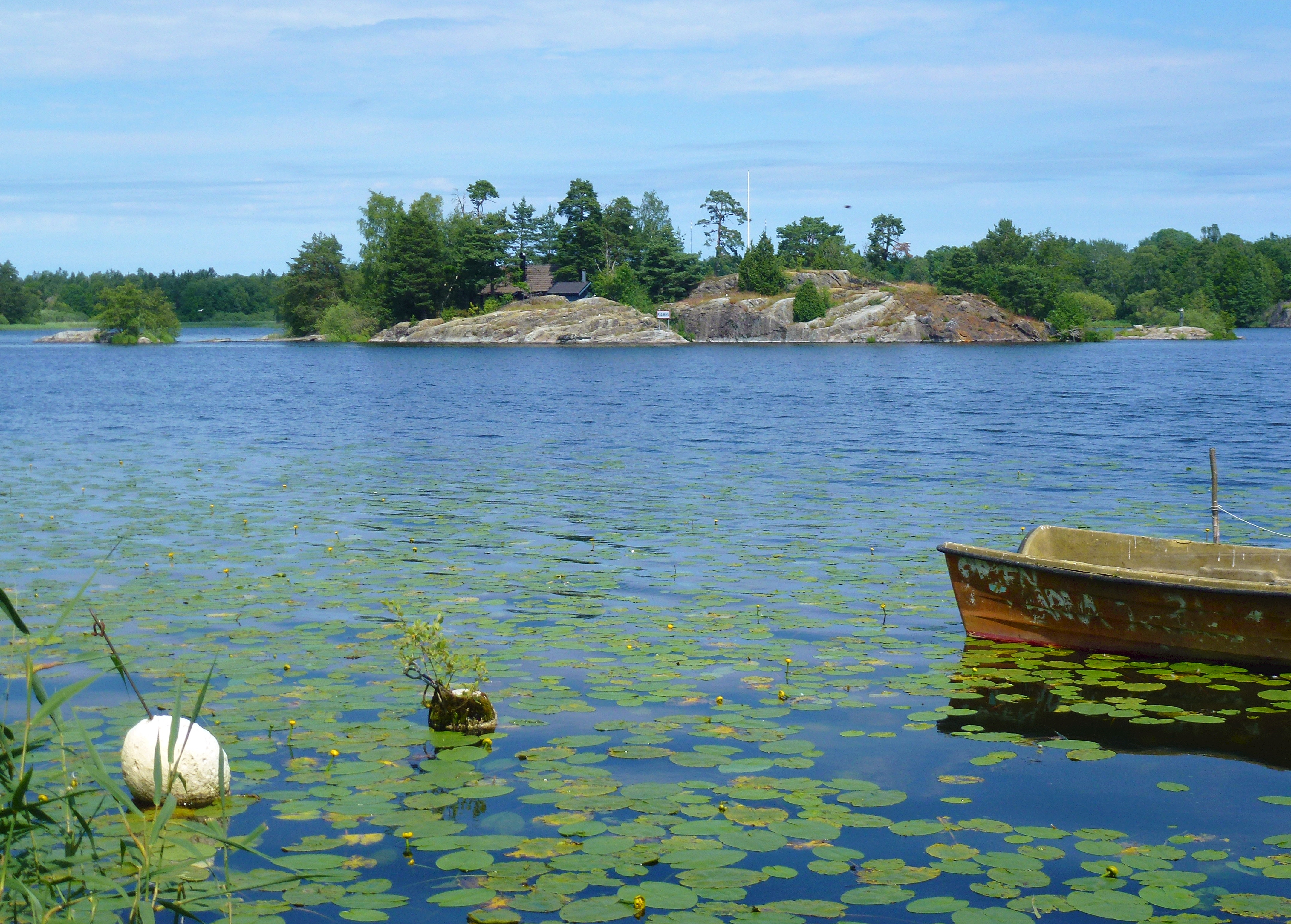
Drevviken med Kaninholmen. Vy från Stortorp, Huddinge kommun.

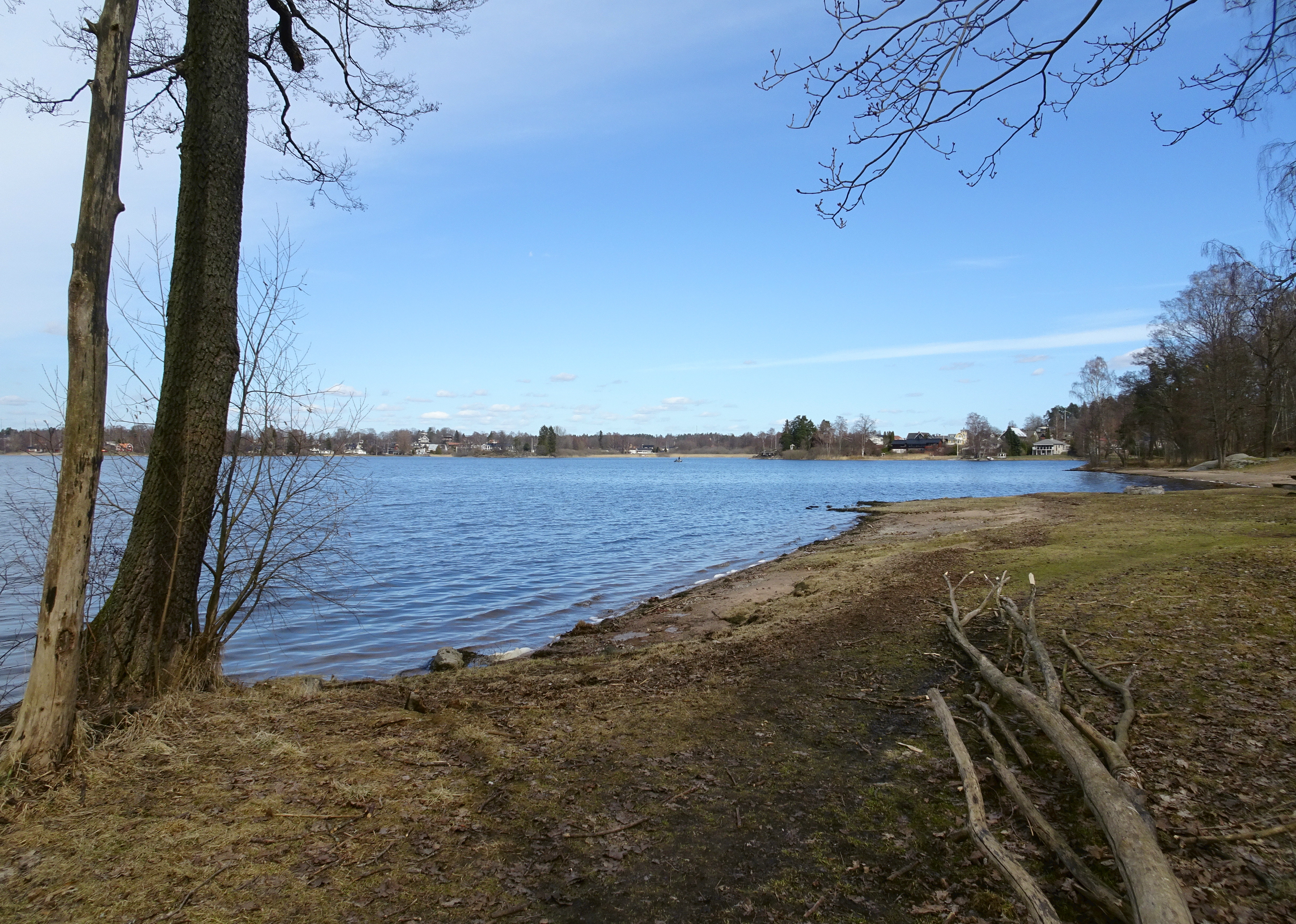
Drevviken sedd från Vendelsö gård.
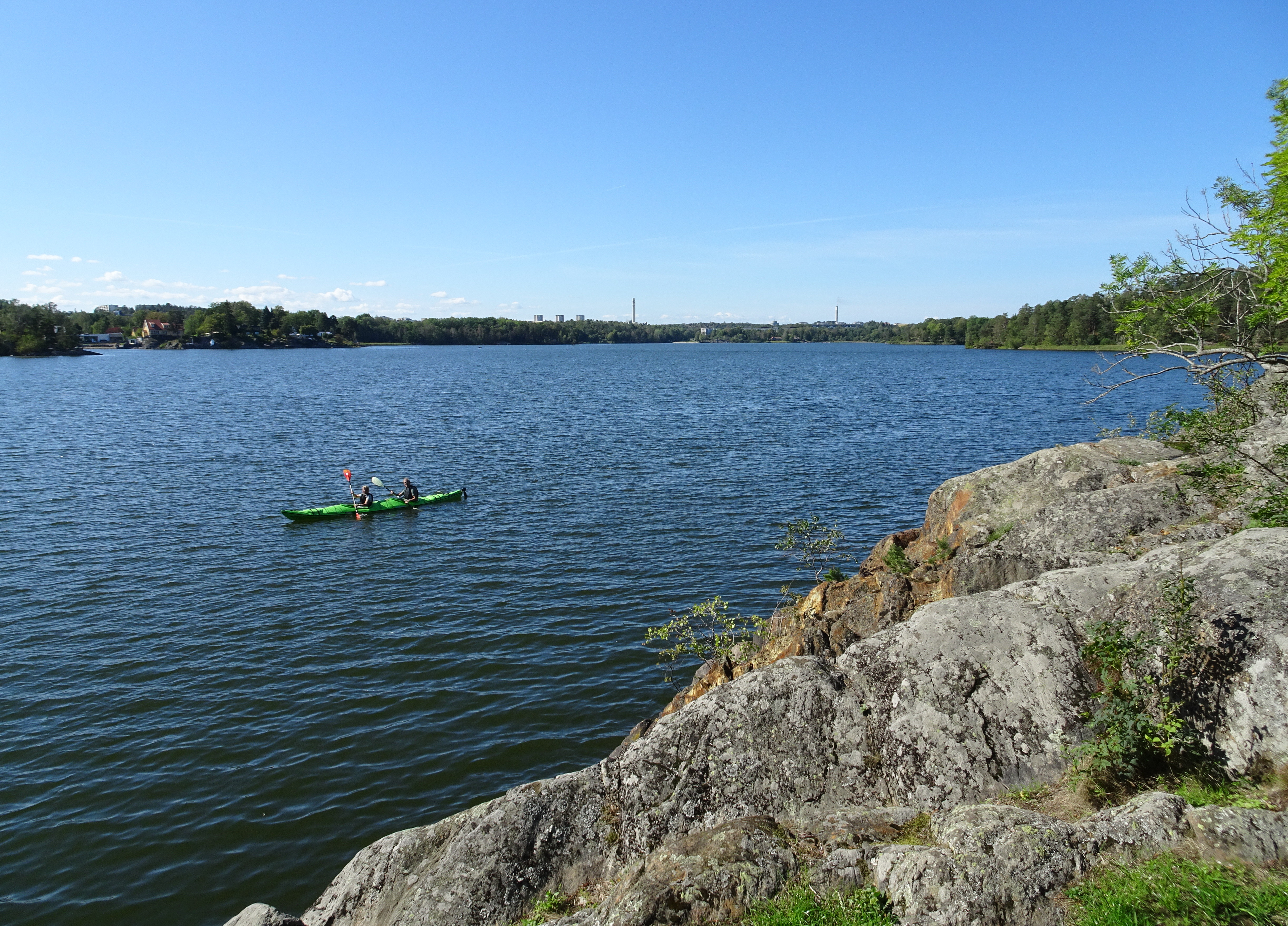
Drevviken sedd från Gebers konvalescenthem.
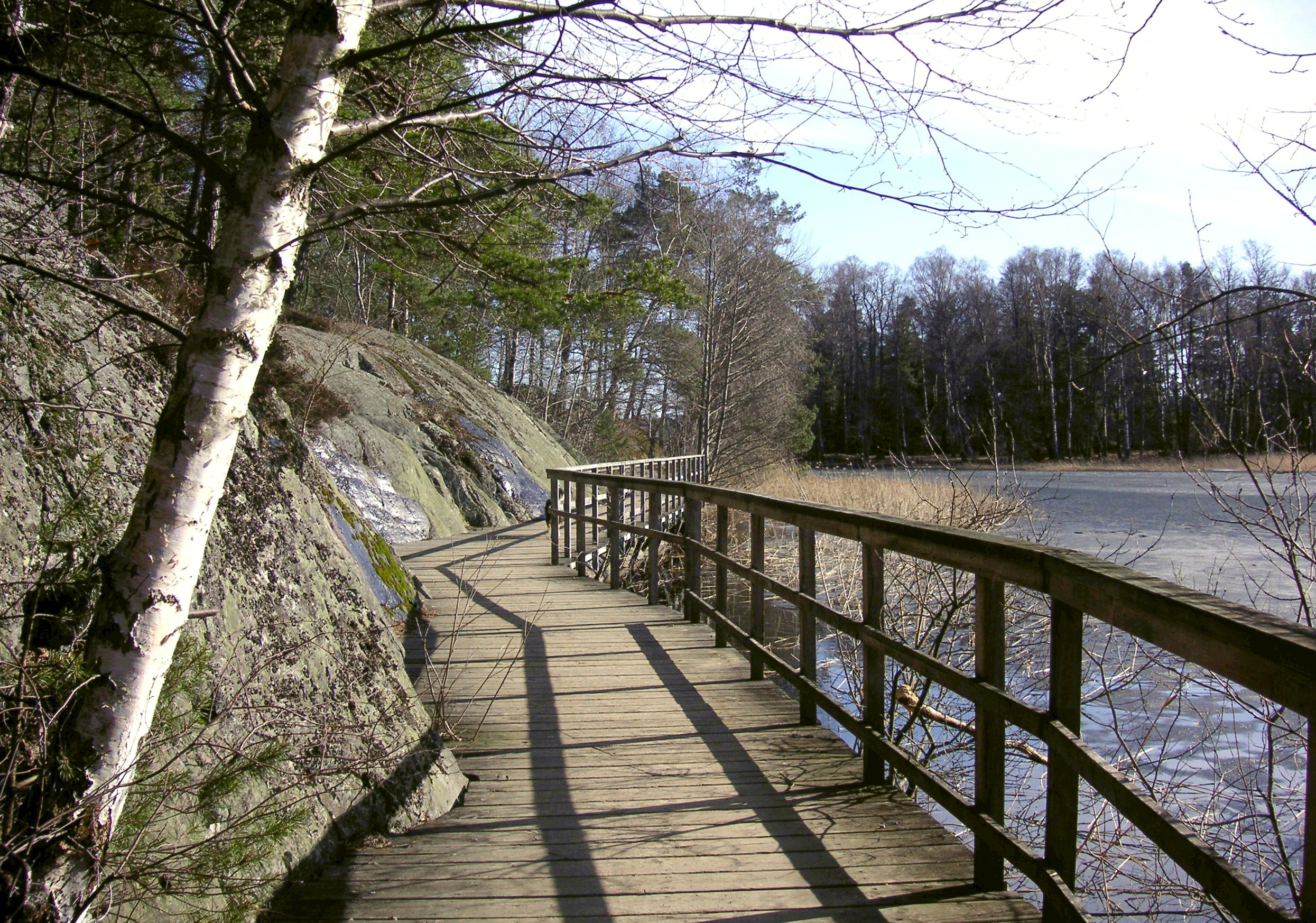
Promenadstig i Flatens naturreservat.

## Fisk
Vid provfiske har följande fisk fångats i sjön:

- Abborre
- Björkna
- Braxen
- Gärs
- Gädda
- Gös
- Löja
- Mört
- Nors
- Ruda
- Sarv
- Sutare